# Max Aub
Max Aub Mohrenwitz (París, 2 de junio de 1903-Ciudad de México, 22 de julio de 1972) fue un escritor español de origen francés y alemán. Tras la guerra civil española se exilió en México, país del que tomó la nacionalidad y en el que vivió hasta su muerte.

## Biografía

### Primeros años
Nació en la capital francesa. Su padre, Friedrich Aub, era de origen alemán, nacido en Baviera y su madre, Susana Mohrenwitz, francesa, de origen judío alemán. Proveniente de una familia de hombres de leyes, Friedrich rompió con la tradición y en 1898 ya viajaba por Europa y España como representante comercial. Tenía don de gentes y hablaba bien español; en Sevilla trabajó para la casa Alaska y, tras su quiebra, se estableció por cuenta propia como vendedor de bisutería fina para caballeros. Sus frecuentes viajes hicieron de su figura alguien casi siempre ausente.
La madre, aunque nacida en París, provenía de Sajonia por sus padres, y pertenecía a la alta burguesía, tenía aficiones artísticas e inclinación por las antigüedades. Max, nacido en París, en el número 3 de la calle Cité Trévise, creció rodeado de mujeres: su madre, su hermana Magdalena y una empleada del hogar, y pasaba los tres meses de verano en la aldea de Montcornet, en el departamento de Oise. Creció en un ambiente privilegiado y bilingüe ya que con su familia practicaba el alemán, y en la calle y en el colegio el francés. Recibió una educación agnóstica en lo religioso.

### Inicios como escritor
Max Aub residió en Francia hasta que al estallar la Primera Guerra Mundial en 1914 su familia tuvo que trasladarse a España y se instaló en Valencia, pues su padre, ciudadano alemán, no podía continuar en tierras francesas; Max aprendió el castellano en un tiempo muy corto, declarando, años después, que no podría escribir en otra lengua. Y en 1916 el padre de Max solicitó la nacionalidad española para toda la familia y renunció a la alemana.
En 1917 un enfrentamiento en la plaza Emilio Castelar de Valencia de la Guardia Civil con los ciudadanos le produjo una impresión tan fuerte y duradera que desde entonces comprometió su interés artístico con los más desfavorecidos. Un año después, en 1918, comenzó sus estudios primarios en la Escuela Moderna primero y en la Alianza Francesa, a lo que siguió la enseñanza secundaria en el Instituto Luis Vives de Valencia. Entre sus amistades de aquella época figuraba la familia Gaos (José, Alejandro, Ángel). Entre 1916 y 1921 Max frecuentaba su casa por las tardes para hablar con Pepe y estudiar con Carlos, Manuel Zapater, Fernando Dicenta, Juan Gil-Albert y Juan Chabás. Voraz lector, dotado de una despierta inteligencia y perteneciente a una familia con posibilidades económicas, no llegó sin embargo a estudiar una carrera, sino que se puso a trabajar en 1920 como viajante para conseguir cuanto antes su independencia económica. Esta actividad le permitió viajar mucho, especialmente por Cataluña donde, en 1921, conoció en Gerona al novelista Jules Romains, quien influyó en su quehacer literario con su teoría del unanimismo; durante ese periodo se suscribió a diversas revistas francesas (entre ellas La Nouvelle Revue française desde 1918), y también a algunas italianas y belgas.
Desde 1922 empezó a pasar en Barcelona cuatro meses al año y asistió a tertulias como la de López Picó, Joan Salvat-Papasseit, Esclasans, y Sebastià Gasch; según su biógrafo Ignacio Soldevila, «hablaba valenciano correctísimamente, tanto en la variedad valenciana como en la catalana». En 1923 fue testigo en Zaragoza del pronunciamiento de Miguel Primo de Rivera y en diciembre de ese mismo año viajó a Madrid por vez primera y se presentó, con una tarjeta que le dio Jules Romains, al crítico Enrique Díez-Canedo. El 3 de noviembre de 1926 se casó con Perpetua Barjau Martín, que le acompañaría al exilio hasta su muerte, de la que tuvo tres hijas.
En 1928 ingresó en el Partido Socialista Obrero Español. Por entonces compaginaba la actividad comercial con la literaria y se inició en el teatro vanguardista con obras como El Desconfiado Prodigioso (1924), Espejo de Avaricia (1927) o Narciso (1928); a esa época pertenece asimismo la novela Luis Álvarez Petreña (1934), publicada inicialmente por entregas en la revista Azor.
Cuando comenzó la guerra civil se encontraba en Madrid y era un intelectual apenas reconocido. En Valencia dirigió el grupo teatral universitario El Búho, a cargo hasta entonces de Luis Llana Moret. En diciembre de 1936 fue enviado como diplomático a la legación española en París, puesto desde el que gestionó el encargo y la compra del Guernica de Picasso para la Exposición Internacional de París del año siguiente. A su regreso a España, en agosto de 1937, ocupó el puesto de secretario del Consejo Nacional del Teatro, y, desde el verano de 1938 hasta su salida del país, colaboró con André Malraux en la realización del filme Sierra de Teruel, adaptación de la novela L'espoir del escritor francés.
Por edad perteneció a la generación del 27, con algunos de cuyos miembros mantuvo amistad.

### Exilio español
En enero de 1939 se exilió a Francia y se instaló en París, donde ultimó el rodaje de Sierra de Teruel y comenzó la redacción de Campo cerrado. En abril de 1940 lo internaron en el Campo de Roland Garros tras ser denunciado como comunista. El mes siguiente lo transfirieron al campo de internamiento de Vernet, cuyas vivencias escribió en su relato Manuscrito cuervo. Historia de Jacobo, y en noviembre lo desterraron a Marsella. En 1941 fue detenido de nuevo y deportado a Argelia, donde compuso su estremecedor libro de poemas Diario de Djelfa (1945). 
El 18 de mayo de 1942 abandonó el campo de Djelfa y se dirigió a Casablanca, para embarcarse el 10 de septiembre en el Serpa Pinto rumbo hacia Veracruz, en México, país en el que se naturalizó y habitó hasta su muerte.
No pudo regresar a Europa hasta 1956 y a España no volvió hasta 1969, por primera vez después del exilio, en lo que fue un reencuentro agridulce del que dejó testimonio en su punzante dietario La Gallina Ciega (1971). Realizó un segundo, y último, viaje a España en 1971.

### Trayectoria en México
En México se entregó a una increíble actividad cultural que le llevó a interesarse por la pintura, llegando a inventarse un heterónimo pintor llamado Jusep Torres Campalans, al que dedicó incluso una biografía (Jusep Torres Campalans, 1958) y que consiguió hacer pasar por verdadero a la crítica artística, organizando exposiciones de sus cuadros.
En México escribió la mayor parte de sus obras entre las que destaca un ciclo compuesto por seis novelas sobre la guerra civil española, cuyo título general es El laberinto mágico. Es su obra cumbre y está formada por Campo cerrado (1943), que evoca su adolescencia en Castellón y Barcelona, escrita en París durante 1939; Campo de sangre (1945), donde ya describe en toda su crudeza la Guerra Civil; Campo abierto (1951), novela mucho más tradicional y galdosiana; Campo del moro (1963), que informa sobre los estertores del régimen republicano en el Madrid del coronel Casado y del catedrático Julián Besteiro, a punto de ser entregado a las tropas franquistas tras liquidar a los comunistas. Esta fue la primera novela del ciclo que se editó en España (1969), impresa en Barcelona aunque publicada por la Editorial Andorra con sede en el Principado. Siguió Campo francés (1965), especie de recapitulación de todo lo anterior donde medita sobre la derrota, y Campo de los almendros (1968), obra maestra indiscutible de la desesperación, la quiebra y la naturaleza humana, que Gregorio Morán y el hispanista Ian Gibson consideran su mejor obra y compara a Vida y destino de Vasili Grossman. A esta obra pertenece este conmovedor párrafo: 
Estos que ves ahora deshechos, maltrechos, furiosos, aplanados, sin afeitar, sin lavar, cochinos, sucios, cansados, mordiéndose, hechos un asco, destrozados, son, sin embargo, no lo olvides nunca pase lo que pase, son lo mejor de España, los únicos que, de verdad, se han alzado, sin nada, con sus manos, contra el fascismo, contra los militares, contra los poderosos, por la sola justicia; cada uno a su modo, a su manera, como han podido, sin que les importara su comodidad, su familia, su dinero. Estos que ves, españoles rotos, derrotados, hacinados, heridos, soñolientos, medio muertos, esperanzados todavía en escapar, son, no lo olvides, lo mejor del mundo. No es hermoso. Pero es lo mejor del mundo. No lo olvides nunca, hijo, no lo olvides (Max Aub, Campo de almendros, 1968).
A estos títulos se suman otras dos grandes novelas: Las buenas intenciones (1954) y La calle de Valverde (escrita en 1959, publicada en 1961). Tanto en La calle de Valverde, como en las novelas populosas de El laberinto mágico, «se mezclan los muertos y los vivos, y la verdad y la mentira. Se funden en una aleación que da el oro indudable de la literatura, de lo que pudo o debió ser y no alcanzó la existencia» (en palabras del escritor español Antonio Muñoz Molina).

## Muerte
El 22 de julio de 1972, Aub falleció en Ciudad de México a los 69 años de edad. Su cuerpo y el de su esposa Perpetua Barjau Martín fueron enterrados en el Panteón Español, ubicado en la misma ciudad.

## Legado
En 1997 se constituye la Fundación Max Aub, con sede en la localidad castellonense de Segorbe, cuyo fin consiste en el estudio y difusión de su obra.
En 1998, el Centro Dramático Nacional, en colaboración con Teatros de la Generalidad, estrenó su drama San Juan, una de sus obras fundamentales escritas durante el exilio, perteneciente a su "teatro mayor". El director de la puesta en escena fue Juan Carlos Pérez de la Fuente.
En 2016 el Centro Dramático Nacional programó entre el 7 de junio y el 10 de julio en el Teatro Valle-Inclán de Madrid representaciones de El laberinto mágico en la versión de José Ramón Fernández y dirigido por Caballero.

## Obra

### Novelas
- Luis Álvarez Petreña (1934/1965/1971; ediciones sucesivamente ampliadas)
- El laberinto mágico: Campo cerrado (1943), Campo de sangre (1945), Campo abierto (1951), Campo del Moro (1963), Campo francés (1965) y Campo de los almendros (1968). Edición Cuadernos del vigía, Granada (2017-2019)
- Las buenas intenciones (1954)
- Jusep Torres Campalans (1958), biografía imaginaria
- La calle de Valverde (1961)
- Juego de Cartas (1964), una baraja de cartas editada en México por Alejandro Finisterre, comprendiendo dos juegos diferentes con un total de 106 naipes, que tienen por un lado dibujos atribuidos a Torres Campalans, y por el reverso misivas de diversas personas que permiten reconstruir la vida del principal personaje. Edición en Cuadernos del vigía, Granada, 2010.

### Relatos
- Viver de las Aguas . Fundación Max Aub y Ayuntamiento de Viver
- No son cuentos (1944). México: Tezontle
- Revista Sala de espera. Secciones No son cuentos (segunda serie) y Zarzuela (1948-1950). México: Gráficos Guanajuato
- Algunas prosas (1954). México: Los Presentes
- Cuentos ciertos (1955) México: Antigua Librería Robredo
- Cuentos mexicanos (con pilón) (1959). México: Imprenta Universitaria
- La verdadera historia de la muerte de Francisco Franco y otros cuentos (1960). México: Libro Mex Editores. Luego edición Cuadernos del vigía, Granada (2014)
- El Zopilote y otros cuentos mexicanos (1964). Barcelona: Edhasa
- Historias de mala muerte (Obras incompletas de Max Aub) (1965). México: Joaquín Mortiz
- Mis páginas mejores (1966). Madrid: Gredos, Col. Antología Hispánica, 24
- Últimos cuentos de la guerra de España (1969). Caracas: Monte Ávila Eds

Otras antologías y ediciones de relatos aubianos:
- La verdadera historia de la muerte de Francisco Franco y otros cuentos (1979). Barcelona: Seix Barral.
- Crímenes ejemplares (1991). Prólogo de Eduardo Haro Tecglen. Madrid: Editorial Calambur. Luego, ya íntegramente, como Mucha muerte, Granada, Cuadernos del vigía, 2011.
- Enero sin nombre. Los relatos completos del Laberinto mágico (1994). Presentación de Francisco Ayala y selección y prólogo de Javier Quiñones. Barcelona: Alba Editorial.
- Manuscrito cuervo. Historia de Jacobo (1999). J. A. Pérez Bowie (ed.). Segorbe: Fundación Max Aub-Universidad de Alcalá de Henares. Y, luego, en Granada, Cuadernos del vigía, 2011.
- Cuentos ciertos (2004). Segorbe: Fundación Max Aub.
- No son cuentos (2004). Con prólogo de Francisco Caudet. Madrid: Huerga y Fierro Editores.
- Relatos I. Fábulas de vanguardia y Ciertos cuentos mexicanos (2006), Obras completas, vol. IV-B, Joan Oleza (Dir.), Franklin García Sánchez (ed.). Valencia: Biblioteca Valenciana – Institució Alfons el Magnànim.
- Relatos II. Los relatos de El laberinto mágico (2006). Obras completas, vol. IV-B, Joan Oleza (Dir.), Luis Llorens Marzo y Javier Lluch Prats (eds.). Valencia: Biblioteca Valenciana-Institució Alfons el Magnànim.
- El limpiabotas del Padre Eterno y otros cuentos ciertos: la mirada del narrador testigo (2011). Eloísa Nos Aldás y Javier Lluch Prats (eds.). Segorbe: Fundación Max Aub, Col. Biblioteca Max Aub, 16.
- Mucha muerte. Granada, Cuadernos del vigía, 2011. Incluye Crímenes ejemplares (edición íntregra), Infanticidios, De gastronomía, De suicidios (edición íntregra), Epitafios (edición íntregra), Signos de ortografía. Edición y prólogo de Pedro Tejada Tello.

### Teatro
- Una botella (1924)
- El desconfiado prodigioso (1924)
- Espejo de avaricia (1927)
- Narciso (1928); Narcís, traducción y ed. de Víctor Mansanet. Paiporta: Denes, 2003
- De algún tiempo a esta parte (1939)
- San Juan (1943)
- Morir por cerrar los ojos (1944)
- El rapto de Europa (1946)
- Deseada (1950)
- No (1952)
- Obras en un acto (1960)
- Las vueltas. Obras incompletas de Max Aub, Joaquín Mortiz. Primera edición, 1965. Incluye 3 piezas en un acto: La vuelta: 1947, La vuelta: 1960, La vuelta: 1964. El común denominador de estas obras es el de tres personajes que recuperan su libertad después de largas estancias en prisión por su filiación política.[11]
- El cerco (1968)
- Comedia que no acaba

### Ensayos de crítica literaria
- Discurso de la novela española contemporánea (1945)
- La poesía española contemporánea (1947)
- La prosa española del siglo XIX (1952)
- Antología de la poesía mexicana 1950–1960 (México: Aguilar, 1960)
- Guía de narradores de la Revolución Mexicana (1969)
- Manual de historia de la literatura española (Madrid: Akal, 1974)

### Poesía
- Los poemas cotidianos. Barcelona: Imprenta Omerga, 1925.
- Diario de Djelfa. México: Unión Distribuidora de Ediciones, 1944; 2.ª ed., 1970; 3.ª ed.,1996; 4.ª ed., 2001.
- Antología traducida. México: Universidad Nacional Autónoma, 1963; 2.ª ed., 1972.
- Subversiones. Madrid: Helios, 1971.
- Versiones y subversiones. México: Alberto Dallal, 1971; 2.ª ed.: Granada: Cuadernos del Vigía, 2015.
- Imposible Sinaí. Barcelona: Seix Barral, 1982; 2.ª ed., completa: Lamentos del Sinaí. Pasqual Mas (ed.). Madrid: Visor, 2008.
- Obra poética completa. O. C. vol. I. Arcadio López-Casanova et al. (ed.). Valencia: Biblioteca Valenciana-Institución Alfonso el Magnánimo, 2001.
- Catálogo del corpus poético inédito de Max Aub. Pasqual Mas (ed.). Castellón de la Plana: Diputación de Castellón, 2019.

### Biografía
- Conversaciones con Luis Buñuel (Aguilar, 1984), libro póstumo, preparado por Federico Álvarez, de entrevistas con Buñuel y, sobre todo, con los amigos, familiares y conocidos. Era el material oral de preparación de la vida bueñuelesca.
- Luis Buñuel, novela (edición de Carmen Peire, Granada, Cuadernos del vigía, 2013),[12] libro inédito y más cercano a su proyecto biográfico, complementario del anterior: sólo incluye las entrevistas con Buñuel, pero entreveradas de continuo con los comentarios de Aub, muchas discusiones de este sobre el cineasta y una larga segunda parte, "El arte de su tiempo" (pp. 397-592), sobre las vanguardias, y cómo Buñuel se ve afectado por ellas.
- Max Aub / Buñuel. Todas las conversaciones (2 vols.) (edición de Jordi Xifra, 2020). Zaragoza, Prensas de la Universidad de Zaragoza, 1.052 páginas.

### Autobiografía
- Yo vivo (1951), fragmentos 1934-36. Ahora, en Segorbe, Univ. Córdoba, 1995.
- La gallina ciega. Diario español (1971).
- Diarios (1939-1972). Edición, estudio introductorio y notas de Manuel Aznar Soler. Barcelona, Alba, 1998.
- Diarios. M. Aznar Soler (ed.). México: CONACULTA. Col. Memorias Mexicanas. 2002.
- Nuevos diarios inéditos: 1939–1972. Edición de Manuel Aznar Soler, Sevilla, Renacimiento, 2003. Edición definitiva de ese dietario capital.
- Yo vivo. Cuadernos del vigía, Granada, 2016.

### Epistolario
- Caudet, Francisco (ed.) (2003). Max Aub-Manuel Tuñón de Lara. Epistolario 1958-1973. Valencia: Biblioteca Valenciana-Fundación Max Aub.
- Enríquez Perea, Alberto (ed.) (2007). Alfonso Reyes-Max Aub. Epistolario 1940-1959. Presentación de Alicia Reyes. Valencia: Biblioteca Valenciana-Fundación Max Aub.
- González Sanchís, Miguel Ángel (1992). Epistolario del exilio. Max Aub (1940-1972). Segorbe: Ayuntamiento.
- Lluch Prats, Javier (ed.) (2007). Max Aub-Ignacio Soldevila Durante. Epistolario 1954-1972. Valencia: Biblioteca Valenciana-Fundación Max Aub.
- Montiel, Francisca (1993). “Escribir fuera de España: la correspondencia entre Max Aub y Segundo Serrano Poncela”, en Actas 1993 (véase Alonso, 1996), vol. I, pp. 185-202.
- Montiel, Francisca (2006). “Mérimeé frente a Víctor Hugo: la correspondencia entre Esteban Salazar Chapela y Max Aub”, en M. Aznar (ed.), Escritores, editoriales y revistas del exilio republicano de 1939. Sevilla: Renacimiento, pp. 245-272.
- Prats Rivelles, Rafael (1986). “Mi correspondencia con Max Aub”, en Batlia. Valencia: Diputación Provincial de Valencia, otoño-invierno de 1986, pp. 128-132.
- Ródenas de Moya, Domingo (edición y ensayo) (2018). Vueltas sin regreso. Max Aub y Dionisio Ridruejo (cartas). Instituto Cervantes.
- Soldevila Durante, Ignacio (ed.) (2001). Max Aub-Francisco Ayala. Epistolario 1952-1972. Valencia: Biblioteca Valenciana-Fundación Max Aub.

A los interesados en el rico epistolario aubiano, se les recomienda la consulta de los fondos de la Fundación Max Aub.

### Otros
- El teatro español sacado a la luz de las tinieblas de nuestro tiempo, por Max Aub. Discurso leído por su autor en el acto de su recepción académica el día 12 de diciembre de 1956. Contestación de Juan Chabás y Martí, publicado originalmente en México en 1972, aunque con pie de imprenta de la Academia Española, Madrid, 1956.

#### La gallina ciega(1971)
El motivo por el que regresa Max Aub a España después de treinta años, contradiciendo la palabra dada de que no lo haría mientras continuase el régimen de Franco, es un encargo para confeccionar un libro sobre Buñuel.

"Me lancé a la tarea con la idea preconcebida de no hacer uno sino dos libros: el Buñuel, novela, 
y estas notas acerca de la tierra vuelta a pisar treinta años después de mi marcha forzada (...)"

### Poesía
A Max Aub se debe la Antología de Poesía Mexicana 1950-1960 prologada por Enrique Díez-Canedo e incluida en una trayectoria lírica que comenzó a los 19 años con Los Poemas Cotidianos (1925), vinculados a un cierto simbolismo francés (Jammes, Laforgue) y a la tradición modernista hispánica.  
Sigue en esta línea Versiones y Subversiones (1971) y su libro póstumo Imposible Sinaí (1982), donde reúne en torno a la Guerra de los Seis Días árabe-israelí (1967) unos poemas que denuncian toda guerra en general a la vez que intentan comprender lo sucedido.

### Prosa
Hay que destacar sus ensayos: Discurso de la Novela Española Contemporánea (1945), La Poesía Española Contemporánea (1947), La Prosa Española del Siglo XIX (1952) y Manual de Historia de la Literatura Española (1974). 
Max Aub dedicó sus últimos años a la preparación de una gigantesca y capital biografía a dos voces: Conversaciones con Luis Buñuel, al dietario La Gallina Ciega y a la redacción de sus Diarios.
En 2001 se inició la edición de sus Obras completas, publicadas en Valencia (Biblioteca Valenciana - Institució Alfons el Magnànim); año en el que asimismo se bautizó en su honor un asteroide descubierto entonces por Rafael Ferrando, el (72827) Maxaub.
El 9 de junio de 2009 el Instituto Cervantes de Argel inauguró su biblioteca con el nombre de Biblioteca Max Aub.